# 遠軽信用金庫
遠軽信用金庫（えんがるしんようきんこ、英: Engaru Shinkin Bank）は、北海道紋別郡遠軽町に本店を置く信用金庫である。通称「えんしん」。

## 概要
営業基盤の地域は遠軽地方3町（遠軽町、湧別町、佐呂間町）と北見市旧常呂町であり、この他に北見市中心部や紋別市、旭川市、札幌市にも営業拠点を広げている。特に札幌市への店舗進出が積極的である。
支店は基本的に上記すべてにあるが、佐呂間町との関わりが強い北見市常呂町は未進出である。
指定金融機関は遠軽・湧別・佐呂間の各町が指定している。
札幌市に営業拠点をつくったのは1991年のことであり、支店は翌年に設置された。
経営安定度を示す自己資本比率は15.77%（2009年（平成21年）3月末現在）と比較的高めである。

## 沿革
- 1950年（昭和25年）7月19日：遠軽信用組合として設立。
- 1952年（昭和27年）6月：信用金庫に転換、遠軽信用金庫に改組。
- 1955年（昭和30年）：遠軽信用金庫の理事長、北海道拓殖銀行・北海道相互銀行・北洋相互銀行の遠軽支店長が遠軽金融協会を設立。
- 1992年（平成4年）11月：両替商の業務取扱開始。
- 2000年（平成12年）
  - 4月：テレホンバンキングサービスの開始。
  - 7月：宝くじの業務取扱開始。
- 2001年（平成13年）3月：本店にてスポーツ振興くじ（toto）の支払業務取扱開始。
- 2006年（平成18年）10月：投資信託窓口販売業務取扱開始。
- 2008年（平成20年）8月：お客様の声（ハガキ）受付箱の設置。
- 2019年（令和元年）9月2日：北海道銀行とのATM相互無料提携を開始[2][3][4]。
- 2023年  (令和5年）4月3日 : この日より北海道銀行との共通窓口を当金庫中湧別支店内に設置した（この共同窓口設置により北海道銀行中湧別支店は北海道銀行北見支店に移転し、北海道銀行中湧別支店は廃止。代わりに当金庫中湧別支店に北海道銀行ATMを設置した。）[5][6][7]。

## 店舗網

### 遠軽・紋別地区
- 遠軽町 - 本店、本店西町出張所、南町支店、生田原支店、丸瀬布支店、丸瀬布支店白滝出張所
- 湧別町 - 湧別支店、中湧別支店
- 佐呂間町 - 佐呂間支店、佐呂間支店若佐出張所
- 紋別市 - 紋別支店

### 北見地区
- 北見市 - 北見支店、東支店、西富支店

### 旭川地区
- 旭川市 - 旭川支店、永山支店、豊岡支店、末広支店、新町支店

### 札幌地区
- 札幌市 - 札幌支店、中央支店、月寒支店、宮の沢支店

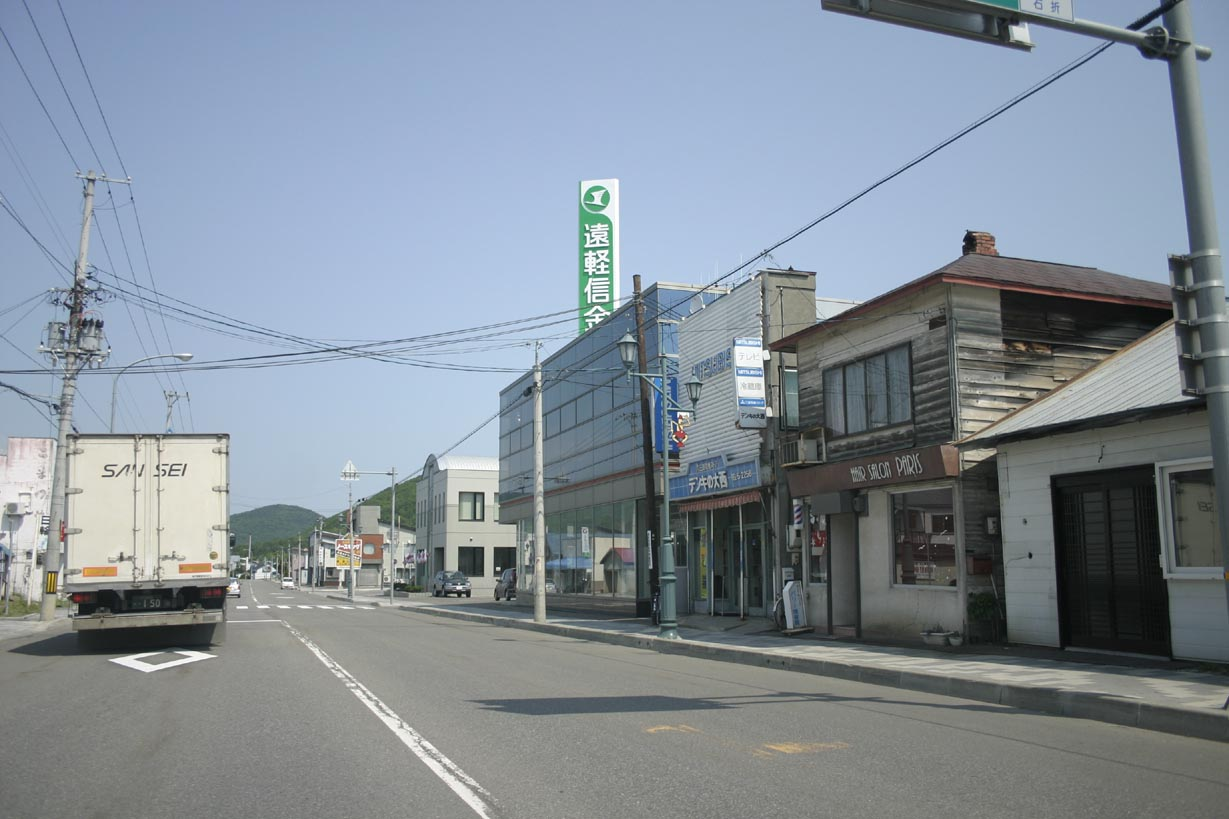
生田原支店
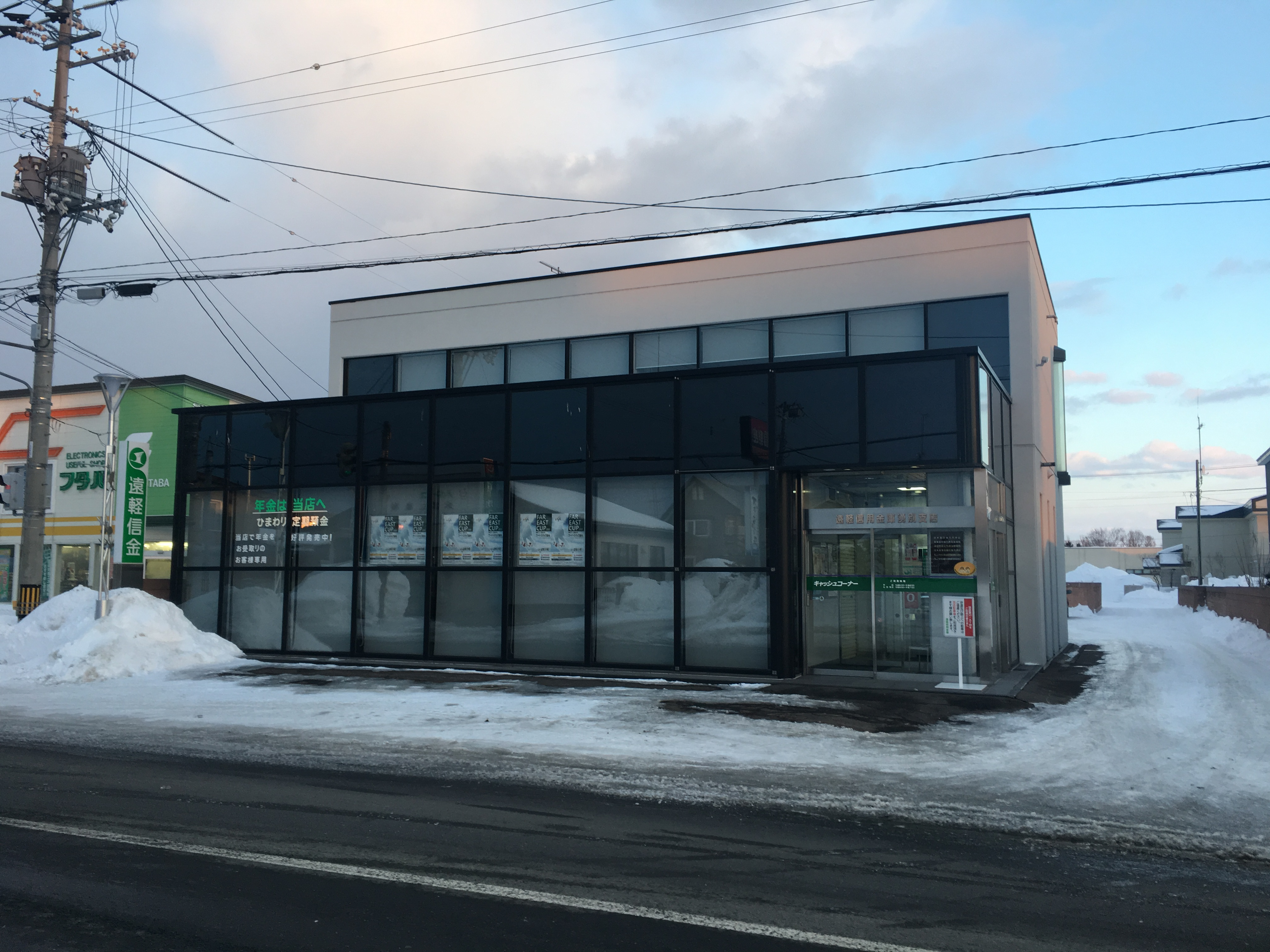
湧別支店
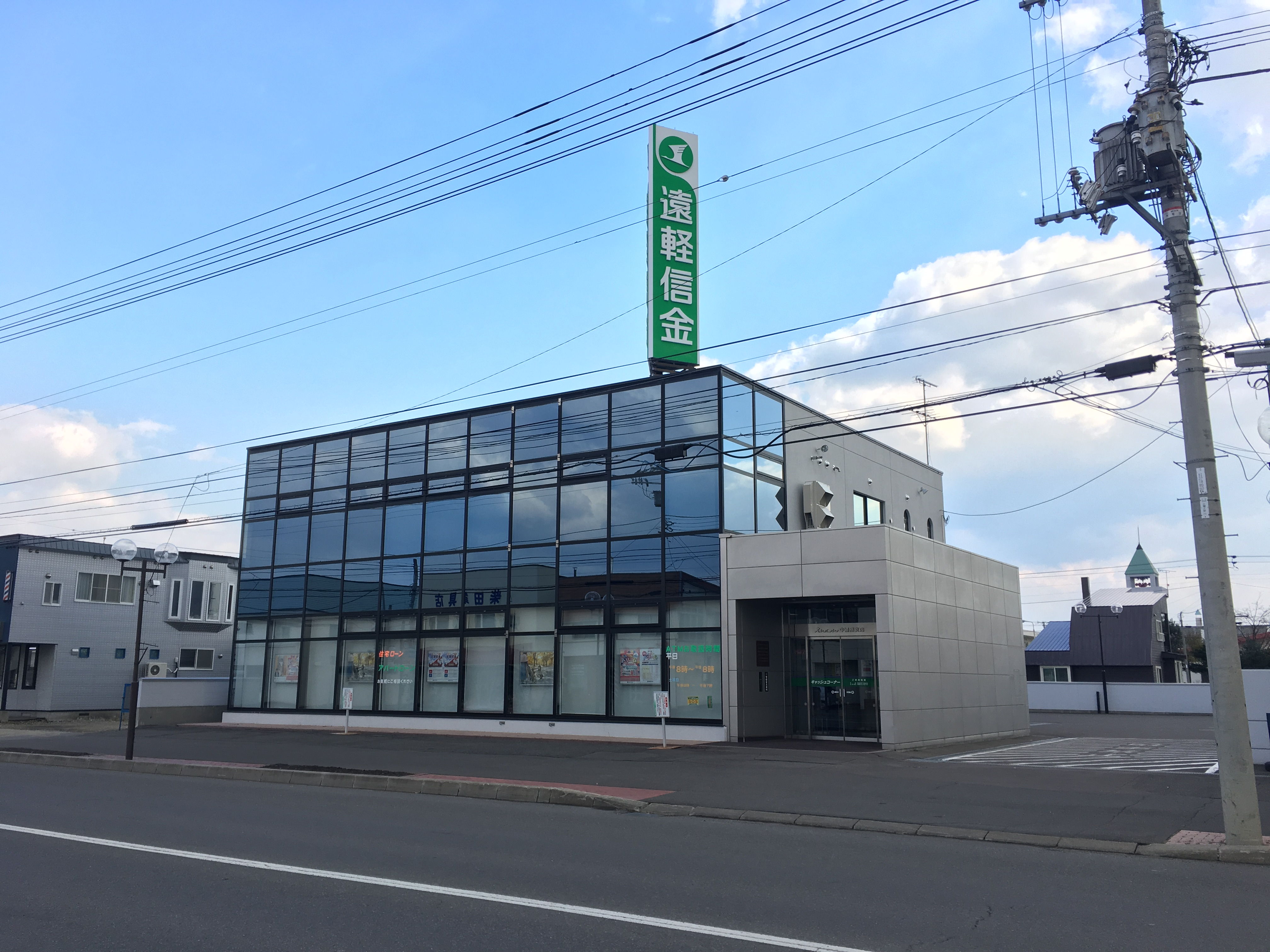
中湧別支店
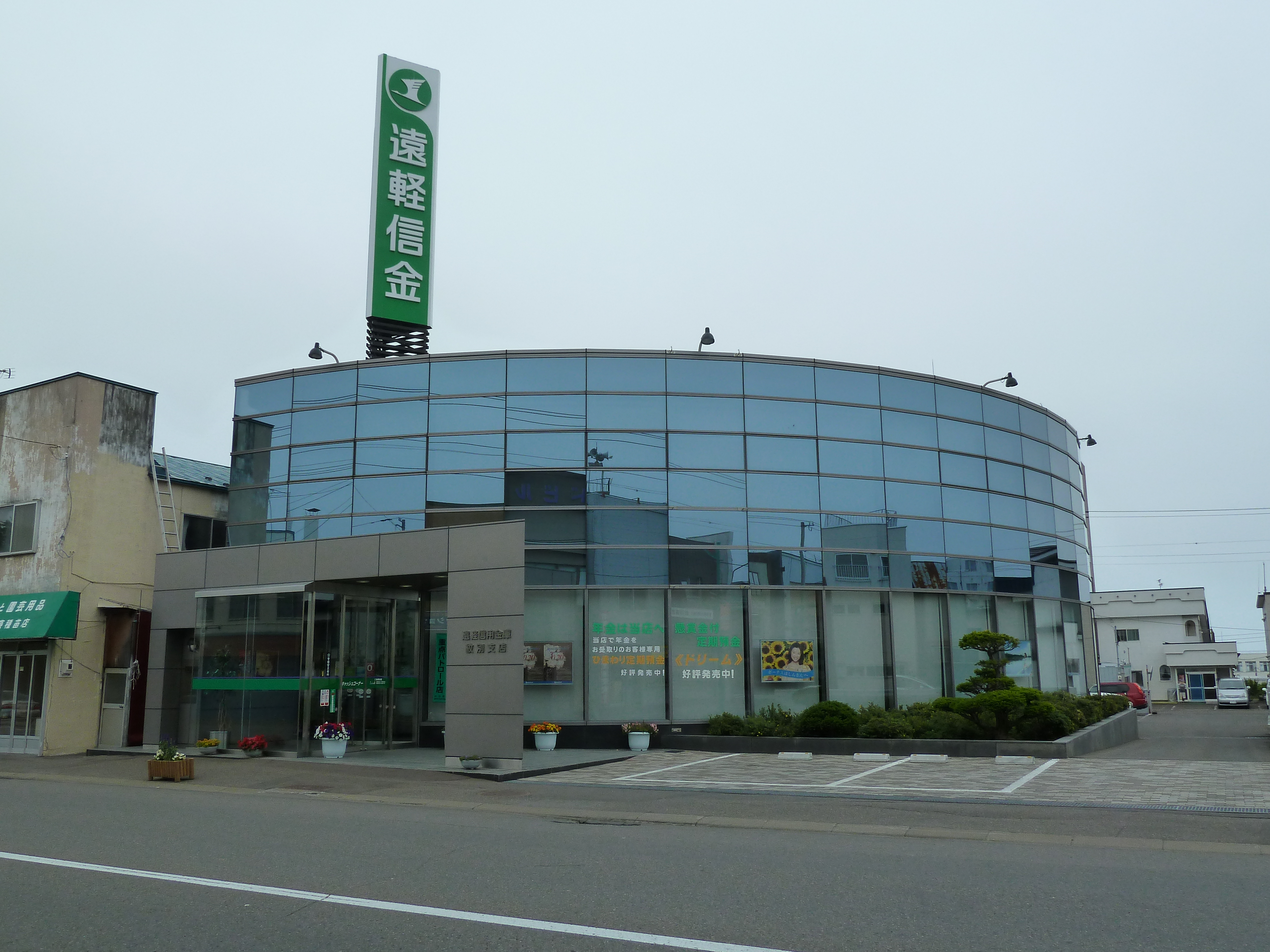
紋別支店

## totoの払い戻し店
スポーツ振興くじ（toto）当選券の払い戻し店は紋別郡遠軽町大通南1丁目の本店のみで取り扱う。